# Parachernes kuscheli
Espèce
Parachernes kuscheli est une espèce de pseudoscorpions de la famille des Chernetidae.

## Distribution
Cette espèce est endémique de l'archipel Juan Fernández au Chili. Elle se rencontre sur l'île Robinson Crusoe.

## Description
Les femelles mesurent de 2,8 à 3 mm.

## Étymologie
Cette espèce est nommée en l'honneur de Guillermo Kuschel.

## Publication originale
- Beier, 1955 : Pseudoscorpione von den Juan-Fernandez-Inseln (Arachnida Pseudoscorpionida). Revista Chilena de Entomología, vol. 4, p. 205-220 (texte intégral).